# Histoires alarmantes
Histoires alarmantes est un one shot fantastique franco-belge créé par le dessinateur-coloriste Antonio Cossu et le scénariste Michel Jamsin, publié entre 1983 et 1986 dans Spirou et édité en album en 1987 par l'éditeur Dupuis dans la collection « Cossu ».

## Description

### Synopsis
Huit histoires alarmantes d'humour noir au climat kafkaïen, telles qu'un bistro dont les clients ne sont que des mannequins, qu'un peintre suicidé malgré les attentes de son épouse ou que des morts appelant un quelconque pour lui souhaite un bon anniversaire…

### Personnages
Chaque histoire contient de différents personnages, héroïques ou victimes.

## Publications

### Revues
Spirou
- Le Téléphone, no 2373, 1983, 3 p.
- Le Café, no 2385, 1983, 8 p.
- La Vente, no 2393, 1984, 3 p.
- Muutan, no 2403, 1984, 5 p.
- Le Vernissage, no 2422, 1984, 7 p.
- L'Anniversaire, no 2427, 1984, 7 p.
- Le Trésor, no 2495, 1986, 5 p.
- La Bonne Soupe, no 2511, 1986, 6 p.

### Album
- Histoires alarmantes, Dupuis, « Cossu », 1987
Scénario : Michel Jamsin - Dessin : Antonio Cossu - Couleurs : Antonio Cossu, Janet Gale et Vittorio Leonardo - (ISBN 2-8001-1516-5))

## Distinction
- Festival de Sierre 1984 : Grand prix des Alpages[2]

### Documentation
- « Histoires alarmantes », sur Le Convulsionnaire, 28 août 2015.